# Kati Breuer

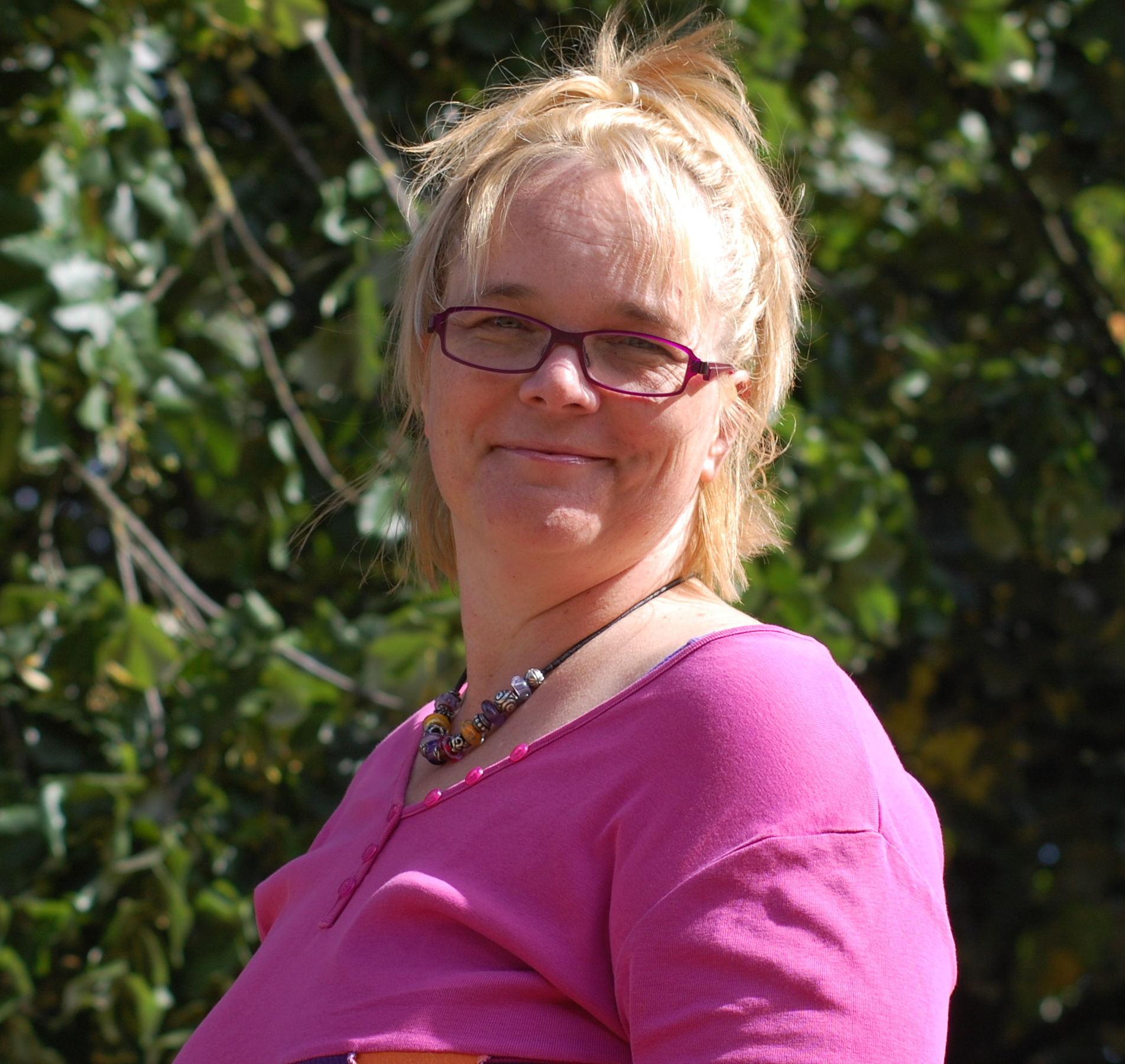
Kati Breuer 2014

Kati Breuer (* 12. Dezember  1968 in Bremen) ist eine deutsche Musikpädagogin und Autorin von Kinderliedern.

## Leben
Kati Breuer lebt in Stuhr bei Bremen und leitet eine private Musikschule für Kinder von 12 Monaten bis 14 Jahren.
Sie komponiert Kinderlieder und veröffentlicht musikpädagogische Bücher und Tonträger für Musikalische Früherziehung bei verschiedenen Verlagen. Ihr Lied Zauberwort wurde 2007 beim Wettbewerb KinderLiederWelt von WDR 5 und UNICEF als herausragendes Kinderlied prämiert.

## Publikationen und Tonträger

### Musikpädagogische Bücher (Auswahl)
- Spielend lernen, ALS-Verlag, Dietzenbach 2009, ISBN 978-3-89135-156-7
- Rituale machen stark, ALS-Verlag, Dietzenbach 2011, ISBN 978-3-89135-166-6
- Musik erleben, ALS-Verlag, Dietzenbach 2012, ISBN 978-3-89135-170-3
- Zwei klitzekleine Miezekatzen schleichen leis’ auf ihren Tatzen, Klanggeschichten zur Sprachförderung in der Krippe; Verlag an der Ruhr, Mülheim an der Ruhr 2011, ISBN 978-3-8346-0850-5
- Stürmischer Herbst, in: Entdeckungskiste, Sonderheft Jahreszeiten, zusammen mit anderen Autoren, Verlag Herder, Freiburg im Breisgau 2011, ISBN 978-3-451-25614-1
- Der Herbst ist da – Die 25 schönsten Herbstlieder – Das Liederbuch mit allen Texten, Noten und Gitarrengriffen zum Mitsingen und Mitspielen, zusammen mit anderen Autoren, Verlag Stephen Janetzko, Erlangen 2014, ISBN 978-3-95722-065-3

### Musikpädagogische Bücher mit CDs (Auswahl)
- Mit Liedern durch den Frühling, musikalische Aktivitäten und Impulse[3]; mit Audio-CD; Verlag Hase und Igel, Garching bei München 2012, ISBN 978-3-86760-859-6
- Mit Liedern durch den Sommer, musikalische Aktivitäten und Impulse; mit Audio-CD; Verlag Hase und Igel, Garching bei München 2012, ISBN 978-3-86760-860-2
- Mit Liedern durch den Herbst, musikalische Aktivitäten und Impulse[4]; mit Audio-CD; Verlag Hase und Igel, Garching bei München 2011, ISBN 978-3-86760-861-9
- Mit Liedern durch den Winter, musikalische Aktivitäten und Impulse; mit Audio-CD; Verlag Hase und Igel, Garching bei München 2011, ISBN 978-3-86760-862-6
- Mit Musik durchs Krippenjahr, Mitmachlieder, Klapperrhythmen, Klanggeschichten für 1 bis 3 Jahre; mit Audio-CD; Verlag an der Ruhr, Mülheim an der Ruhr 2011, ISBN 978-3-8346-0826-0
- Mit Musik durchs Kita-Jahr, Lieder, Tänze, Klanggeschichten für 3 bis 6 Jahre; mit Audio-CD; Verlag an der Ruhr, Mülheim an der Ruhr 2010, ISBN 978-3-8346-0629-7
- Rhythmus-Hits für Krippen-Kids, kreative Ideen zum Trommeln, Rasseln, Klatschen, Stampfen; mit Audio-CD; Verlag an der Ruhr, Mülheim an der Ruhr 2015, ISBN 978-3-8346-2655-4
- Rhythmus-Hits für Kita-Kids, kreative Ideen zum Trommeln, Rasseln, Klatschen, Stampfen für 3 bis 7 Jahre; mit Audio-CD; Verlag an der Ruhr, Mülheim an der Ruhr 2013, ISBN 978-3-8346-2231-0
- Weihnachts-Hits für Kita-Kids, Sing-, Tanz- und Aufführungsideen zu ganz neuen und Alle-Jahre-wieder-Liedern für 3 bis 6 Jahre; 2 Bände mit Audio-CD; Verlag an der Ruhr, Mülheim an der Ruhr 2010, ISBN 978-3-8346-0721-8

### Musikpädagogische CDs (Auswahl)
- Wenn kleine Zwerge tanzen – 15 Lieder für Kinder zum Singen und Mitmachen, Suhr 2010, Noten als E-Book in der kindle edition
- Die Kröte mit der Flöte – Kinderlieder, Soulfood Music Distribution, Hamburg 2013
- Ein bisschen so wie Martin – 22 Lieder zum Laternenfest & Sankt Martin,[5] zusammen mit anderen Autoren, Verlag Stephen Janetzko, Erlangen 2012, ISBN 978-3-941923-93-5
- Sankt Martin ritt durch Schnee und Wind – Die 25 schönsten Laternenlieder, zusammen mit anderen Autoren, Verlag Stephen Janetzko, Erlangen 2014, ISBN 978-3-95722-059-2
- Piepmatzlieder – 25 frische Singhits für fröhliche Kinder zum Schaukeln, Trippeln, Stampfen und Zappeln – Kinderlieder für Eltern-Kind-Gruppen, Krippe, Spielkreis, Kindergarten und natürlich für zu Hause, Verlag Stephen Janetzko, Erlangen 2014, ISBN 978-3-95722-058-5
- Polonäse – Neue Kinderlieder zum Ankommen, Bewegen, Mitmachen, Ausruhen und Tschüs sagen, zusammen mit Stephen Janetzko, Verlag Stephen Janetzko, Erlangen 2013, ISBN 978-3-95722-053-0